# Эйр, Ричард
Сэр Ричард Эйр (англ. Richard Eyre; род. 28 марта 1943, Барнстапл, Девон, Великобритания) — английский кинорежиссёр, сценарист, кинопродюсер. В 1997 году за свои заслуги пожалован королевой в рыцари-бакалавры.
Мировую известность как кинорежиссёр получил после картины «Айрис» (2001), которая в 2002 году принесла ему номинацию на премию Берлинского кинофестиваля «Золотой медведь» и две номинации на премию Британской киноакадемии: «Лучший адаптированный сценарий» и «Премия имени Александра Корды за самый выдающийся британский фильм года». Кроме того, срежиссировал такие фильмы, как «Красота по-английски» (2004), «Скандальный дневник» (2006).

## Биография
Своё первое образование получил в Кембриджском университете. Затем отучился в колледже Оксфордского университета.
Профессиональную деятельность Эйр начал с работы в театре. С 1967 по 1972 год был режиссёром в театре Royal Lyceum Theatre города Эдинбург.
Наибольшую известность приобрел работая в Королевском Национальном театре Великобритании (1987—1997). С успехом ставил такие театральные постановки, как «Гамлет», «Ричард III», «Король Лир». Из оперных постановок наиболее примечательна «Травиата» поставленная в 1994 году с Анжелой Георгеу.
Должность режиссёра Королевского Национального театра Великобритании Ричард Эйр совмещал с работой на телевидении (BBC). Снял документальный фильм, посвященный фолклендскому конфликту, который заслужил национальную премию BAFTA.
За свою режиссёрскую карьеру Эйр снял два десятка кино работ, самые известные из которых «Айрис» (2001), «Красота по-английски» (2004), «Скандальный дневник» (2006).

## Фильмография
| Год       | Русское название        | Роль                          |
| --------- | ----------------------- | ----------------------------- |
| 1970      | Повседневные игры       | режиссёр, продюсер            |
| 1971      | Великие представления   | режиссёр                      |
| 1981      | Вишнёвый сад            | режиссёр                      |
| 1983      | Обед пахаря             | режиссёр                      |
| 1983      | Небрежные связи         | режиссёр                      |
| 1984      | Дом смеха               | режиссёр                      |
| 1985—2002 | Второй экран            | режиссёр                      |
| 1988      | Разрушенный             | режиссёр                      |
| 1992      | Представление           | режиссёр                      |
| 1995      | Без войны               | режиссёр                      |
| 2001      | Айрис                   | режиссёр, сценарист           |
| 2004      | Красота по-английски    | режиссёр, продюсер            |
| 2006      | Скандальный дневник     | режиссёр                      |
| 2008      | Другой мужчина          | режиссёр, продюсер, сценарист |
| 2009      | Десятиминутные истории  | режиссёр                      |
| 2012      | Пустая корона           | режиссёр, сценарист           |
| 2014      | Кармен                  | режиссёр                      |
| 2014      | Свадьба Фигаро          | режиссёр                      |
| 2015      | Костюмер                | режиссёр                      |
| 2017      | Удивительная миссис Мэй | режиссёр                      |
| 2018      | Король Лир              | режиссёр                      |

## Премии и награды
- 2002 год: Номинант на премию Берлинского кинофестиваля «Золотой медведь» за фильм «Айрис».
- 2002 год: Две номинации на премию Британской академии: «Лучший адаптированный сценарий» и «Награда им. Александра Корды за самый выдающийся британский фильм года» за фильм «Айрис».
- 2007 год: На Берлинском кинофестивале его фильм «Скандальный дневник» получил приз зрительских симпатий — Teddy Audience Award.
- 2007 год: Номинант на премию Британской академии «Награда им. Александра Корды за самый выдающийся британский фильм года» за фильм «Скандальный дневник».